# Gens Aufídia

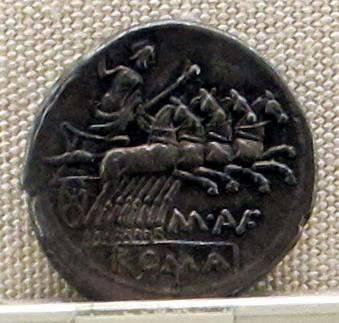
Denari del 140 aC.

La gens Aufídia (en llatí Aufidia gens) va ser una gens d'origen plebeu de Roma que no és coneguda fins avançada la República. El primer membre de la femília que va obtenir un consolat va ser el cònsol Gneu Aufidi Orestes l'any 71 aC.

## Sobrenoms i cognoms
A l'època republicana, els Aufidis van utilitzar els praenomina Gneu (Gnaeus), Titus (Titus), Marcus (Marcus) i Sext (Sextus). Lucià (Lucius) i Gai (Gaius) no es troben abans del segle ii. El personatge Tulus Aufidius en una obra de Shakespeare és anterior a la menció històrica més antiga de la família en uns 300 anys, però el praenomen Tulus va ser d'ús general durant aquella època en què s'ambienta l'obra.
Els seus cognomens van ser Lurcó i Orestes. Gneu Aufidi Orestes descendia dels Aurelis Orestides, però va ser adoptat per l'historiador Gneu Aufidi, pretor l'any 108 aC, en la seva edat adulta.